# روس جيفريز
روس جيفريز (بالإنجليزية: Ross Jeffries)‏ هو متحدث تحفيزي ومقدم تلفزيوني وكاتب أمريكي، ولد في سبتمبر 1958 في الولايات المتحدة.

## وصلات خارجية
- الموقع الرسمي
- روس جيفريز على موقع IMDb (الإنجليزية)
- روس جيفريز على موقع ميوزك برينز (الإنجليزية)
- روس جيفريز على موقع كينوبويسك (الروسية)